# Coberta inundable

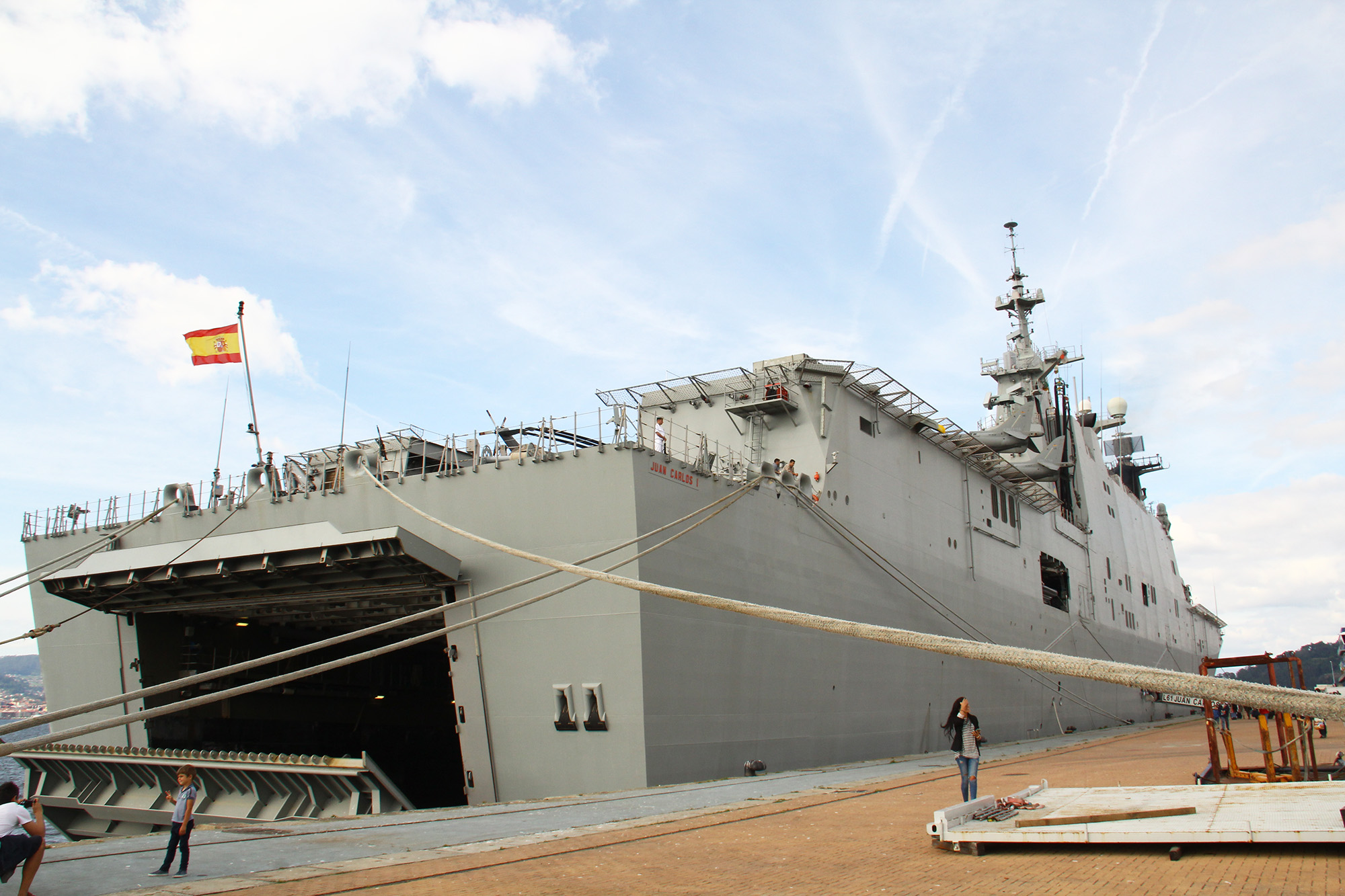
Coberta inundable en un vaixell militar

En un vaixell militar, una coberta inundable o dic inundable (well deck en anglès, kuildek en neerlandès), és una coberta a la línia de flotació de la popa d'alguns vaixells amfibis de guerra. En omplir uns tancs laterals amb aigua de llast el vaixell pot abaixar la seva popa. Així la coberta s'inunda i permet a barques, vehicles amfibis i llanxes de desembarcament atracar dins de la nau.
Originalment les paraules anglesos i neerlandesos s'utilitzaven per la coberta sota la coberta principal, que aleshores non era inundable, on –per a vaixells militars– es trobava l'artilleria pesada, l'anomenada coberta de pou. Per extensió també més tard va ser utilitzat per les cobertes baixes i inundables. En l'actualitat en vaixells no militars és una part abaixada de la coberta principal. Les paraules anglesa (well), i neerlandesa (kuil) signifiquen «pou».